# タンクデサント

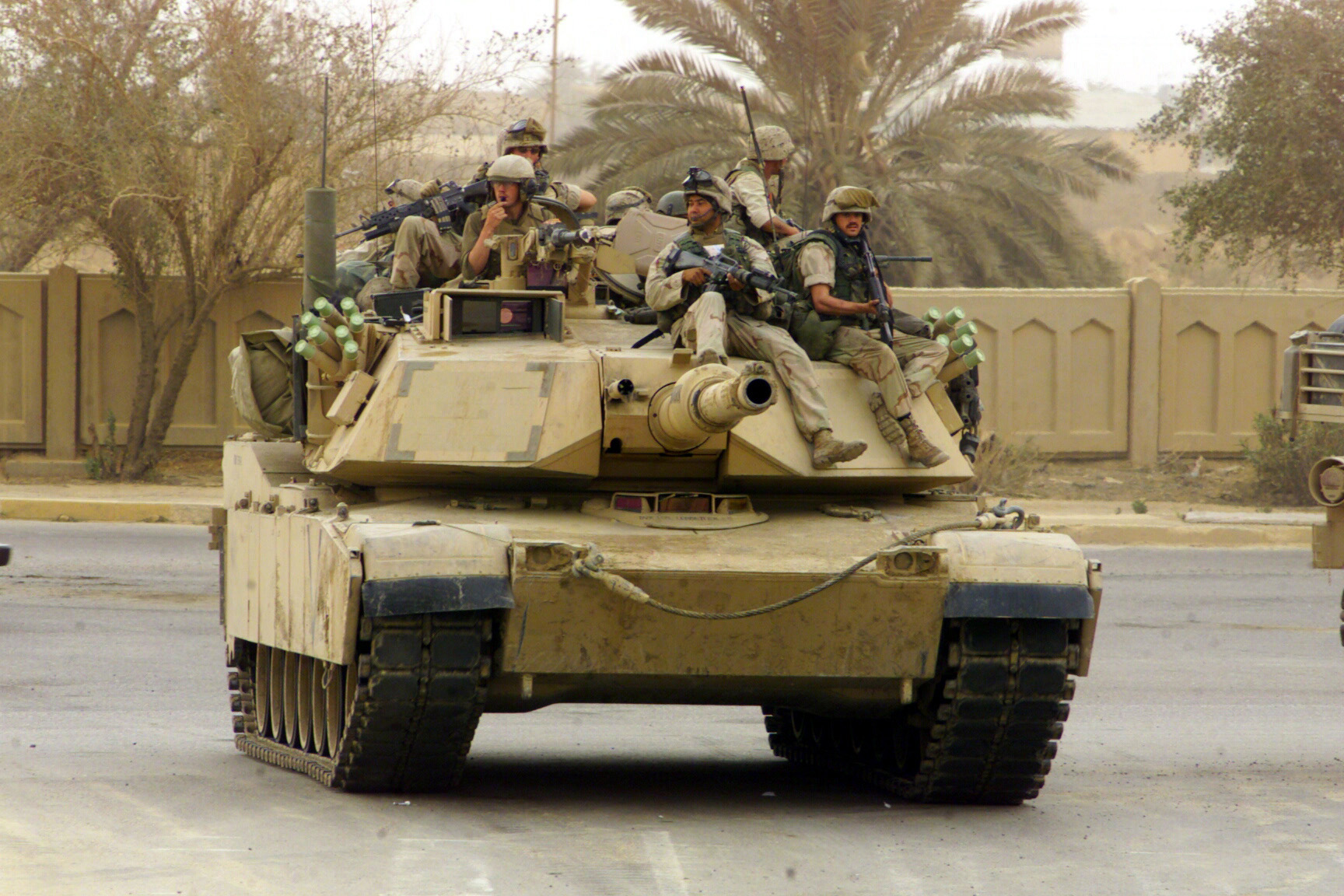
アメリカ軍のM1A1戦車に跨乗する海兵隊歩兵。（イラク戦争中のバグダード）

タンクデサント（ロシア語: танковый десантタンコーヴィイ・ヂサーント；ラテン文字転写の例：tankovyy desant；戦車跨乗；せんしゃこじょう）は、戦車にまたがって移動したり戦闘に参加する歩兵の戦術である。戦車跨乗部隊ともいう。第二次世界大戦中のソ連赤軍などで行われたのがよく知られている。

## 概要

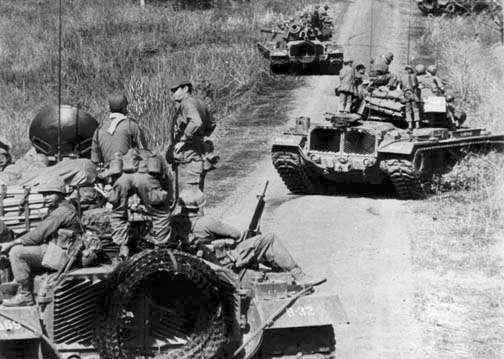
M48パットンの車上に乗って移動するアメリカ海兵隊兵士（ベトナム戦争）

通常、戦車は戦場では随伴歩兵を伴って運用される。これは、戦車は視界が狭く機動や俯角に制限があり、隠蔽状態の歩兵や砲兵を発見しづらいことや、発見してもただちに制圧できるとは限らず対戦車兵器によって攻撃を受ける可能性もあるためである。
しかし、こうした随伴歩兵の索敵・制圧力を必要とする一方で、歩兵が徒歩のままでは戦車の機動速度についていけないという問題がある。また、随伴歩兵の移動速度に戦車の速度を合わせたのでは、戦車特有の機動性を発揮できない。
そこで、通常は歩兵が軽車両や装甲車両などに搭乗して、機動力のある機械化歩兵（自動車化歩兵）として戦車に随伴する。何らかの理由により随伴歩兵用の車両が用意されなかった場合には戦車の上にまたがり、しがみついて移動することがある。これがタンクデサントである。通常は移動時だけ戦車に乗り、警戒・戦闘時には下車するのが本義であるが、そのまま戦闘に突入させる場合もある。

## タンクデサントの長所と短所

### 長所
- 戦車にとっては周囲警戒の目と反撃のための戦力が車上に存在することになるため、戦車の生存率向上が期待できる。
- 戦車兵にとっては防衛拠点構築や野営を手伝わせることができて負担が減る。
- 戦車が歩兵を随伴させる上で、タンクデサントは歩兵のための車両が省ける。

### 短所
- タンクデサントを行うのは、なんら保護されない生身の兵士であるから、攻撃に脆弱で、砲撃や銃撃により容易に死傷する。しかも、最も目立つ上に隠れる場所の無い戦車の上に乗っているため、簡単に狙撃されてしまう。
- 歩兵が乗る事を前提としていない場所にしがみつくので疲労が大きく、ともすれば振り落とされてしまう。戦車の方も急激な機動や砲塔の旋回を行うと歩兵が転落しかねないので動きに制約を受ける。

## 歴史上のタンクデサント

### ソビエト連邦の赤軍
第二次世界大戦当時のソビエト連邦では、戦車などの主力兵器に生産力の大半を消費し、兵員輸送車の生産割合は極めて少なかった。補給などに必要最低限なトラックもアメリカ合衆国のレンドリース法による供与に頼っていたほどである。さらに偵察用に装甲車を配備する一方、ドイツのSd Kfz 250/251や、アメリカのM3ハーフトラックのような装甲兵員輸送車の開発が後回しにされていた。
1942年当時、全員が短機関銃を装備し、威力偵察や迂回攻撃による奇襲と占領、友軍の援護を担当する「短機関銃中隊」がタンクデサントとしても多用されていた。その一方、輸送車両の不足から、戦歩分離された状態で戦車部隊が戦闘に突入し、対戦車攻撃によって大損害を受けることも多くあった。このため戦車には各所に歩兵が掴むための取っ手がつけられるようになり、直接搭乗して随伴し、ドイツ軍の対戦車砲や大戦後半多用されるようになった対戦車ロケット弾による攻撃から、戦車を守り敵を制圧することが期待されるようになっていった。
通常タンクデサントは射撃戦が始まる前に下車して戦闘に入るものだが、赤軍はこれを敵の塹壕に手っ取り早く歩兵を送り込む手段とみなしていた節があり、跨乗させたまま戦闘に突入することも多かった。このような理由からタンクデサントを行う兵士の死傷率はとても高く、俗に平均寿命は2-3週間とも言われた。消耗品として懲罰大隊（1942年から終戦までに実に1,049個大隊も編成）の兵士によって構成されることが多く、実際にタンクデサントが多用された戦争後半ほど懲罰大隊の編成数も比例するように増加している。そのため、死傷率を少しでも下げようとSN-42のような金属製鎧が配備されたりもしたが、あまり効果があったとは言い難い。
戦後のソ連軍は、タンクデサントの犠牲の大きさに対する反省として装甲兵員輸送車の生産に力を入れ、BTR-40/BTR-152/BTR-50/BTR-60/BTR-70/BTR-80などを開発した。しかし、ソ連軍の装甲兵員輸送車や歩兵戦闘車の多くは居住性や生存性に問題があり、兵はことさら車上に乗ることを好んだ。ただし、ソ連軍の戦闘教義ではこれらの行為は容認しておらず、訓練も行われていない。
戦後の訓練風景の映像ではT-54/55系などに乗った兵士の姿が見られたが、これは、見た目の勇ましさを表現したプロパガンダであり、実戦で行われることはなかった。

### 第二次大戦中の日本軍
第二次世界大戦中の日本軍では、兵員輸送車を配備する国力がなく、トラックも不足していたため、歩兵が戦車に便乗しての移動がしばしば見られた。
全般的に小さい日本戦車には跨乗が難しかったため、九五式軽戦車の後部に空のドラム缶を取り付け、そこに歩兵を跨らせるなどの工夫が行われた。跨乗が主に前線への移動のために行われた点では他国と同じだが、戦車隊が敵陣に切り込みを行う際に、跨乗したままの歩兵が伴う事が度々あった。

### 第二次大戦後
ベトナム戦争時のアメリカ軍、アフガニスタン紛争でのソ連軍、チェチェン紛争でのロシア軍でも、装甲兵員輸送車内部の兵員室ではなく車上に乗って移動することがよく見られた。これは、地雷に巻き込まれる事を防ぎ、装甲兵員輸送車への攻撃からすばやく逃げるためである。

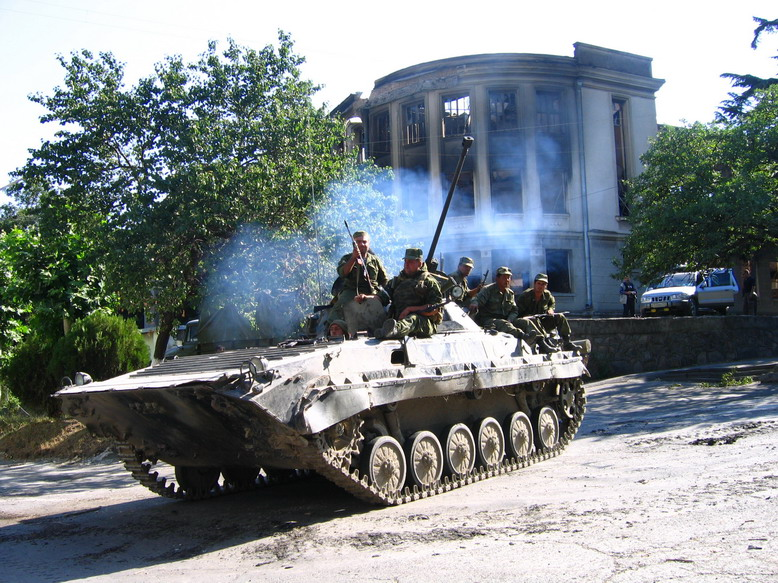
BMP-2の車上に乗って移動するロシア陸軍兵士（南オセチア紛争）

RPGシリーズのように安価で強力な携行対戦車兵器が普及すると、歩兵戦闘車の防御力不足が問題になった。当時の兵員輸送車は浮航性を持たせるために極端に軽量化されており、装甲が薄かったり、アルミ製で、対戦車兵器や機関砲の貫通をやすやすと許した。ある程度は装甲を強化することで対応したが、出力の余裕から十分に強化できなかったり、追加装甲のせいで視察窓がふさがったりした。軍によっては予算上の理由や浮航性を必要とする用兵のため未強化のまま運用されることも少なくない。そのため、車内で一網打尽にならないために車外に跨乗して警戒することを、兵士たちはしばしば選んだ。特にM113の初期型やBTR-60/70など、ガソリンエンジンの車両は容易に燃料が引火して爆発炎上するため、兵に嫌われた。初期のBMPシリーズのように燃料タンクが剥き出しで危険なものも同様である。
20世紀末になると各国軍で砲弾片に有効なボディアーマーが普及し、タンクデサント最大の弱点である砲爆撃からの脆弱性が軽減された。
市街戦では視界が悪い装甲車は特に狙われやすいため、周囲の警戒として搭乗することが多い。